# Hartmut Bleumer
Hartmut Bleumer (* 17. Januar 1965) ist ein deutscher germanistischer Mediävist.

## Leben
Ab 1984 studierte er Germanistik, Philosophie und Kunstgeschichte in Münster. Nach dem Magisterexamen 1991 und der Promotion 1995 an der Universität Münster war er von 1996 bis 2002 wissenschaftlicher Assistent an der Universität Hamburg. Nach Habilitation 2003 an der Universität Hamburg ist er seit 2004 Professor für Ältere Deutsche Sprache und Literatur an der Universität Göttingen.
Seine Forschungsschwerpunkte sind historische Narratologie – historische Ästhetik – Medialität der Lyrik – Gattungsinterferenzen, historische Forschungsschwerpunkte: Artus- und Minneroman – Heldendichtung und Geschichtserzählung – Minnesang und Lieddichtung.